# 戴公 (宋)
戴公（たいこう、? - 紀元前766年）は、西周の諸侯である宋の君主（在位前800年 - 前766年）。姓は子、名は白。哀公の子。哀公の後をうけて宋国の君主となった。在位34年。

## 子
- 公子司空（武公）
- 好父説（華父督（中国語版）の父、華氏の祖）
- 皇父充石（皇父氏の祖）
- 楽父術（楽氏の祖）

華氏は後に宋の実権を握り、子孫の華亥らは元公と争った（『春秋左氏伝』昭公20年）。